# Otogizōshi

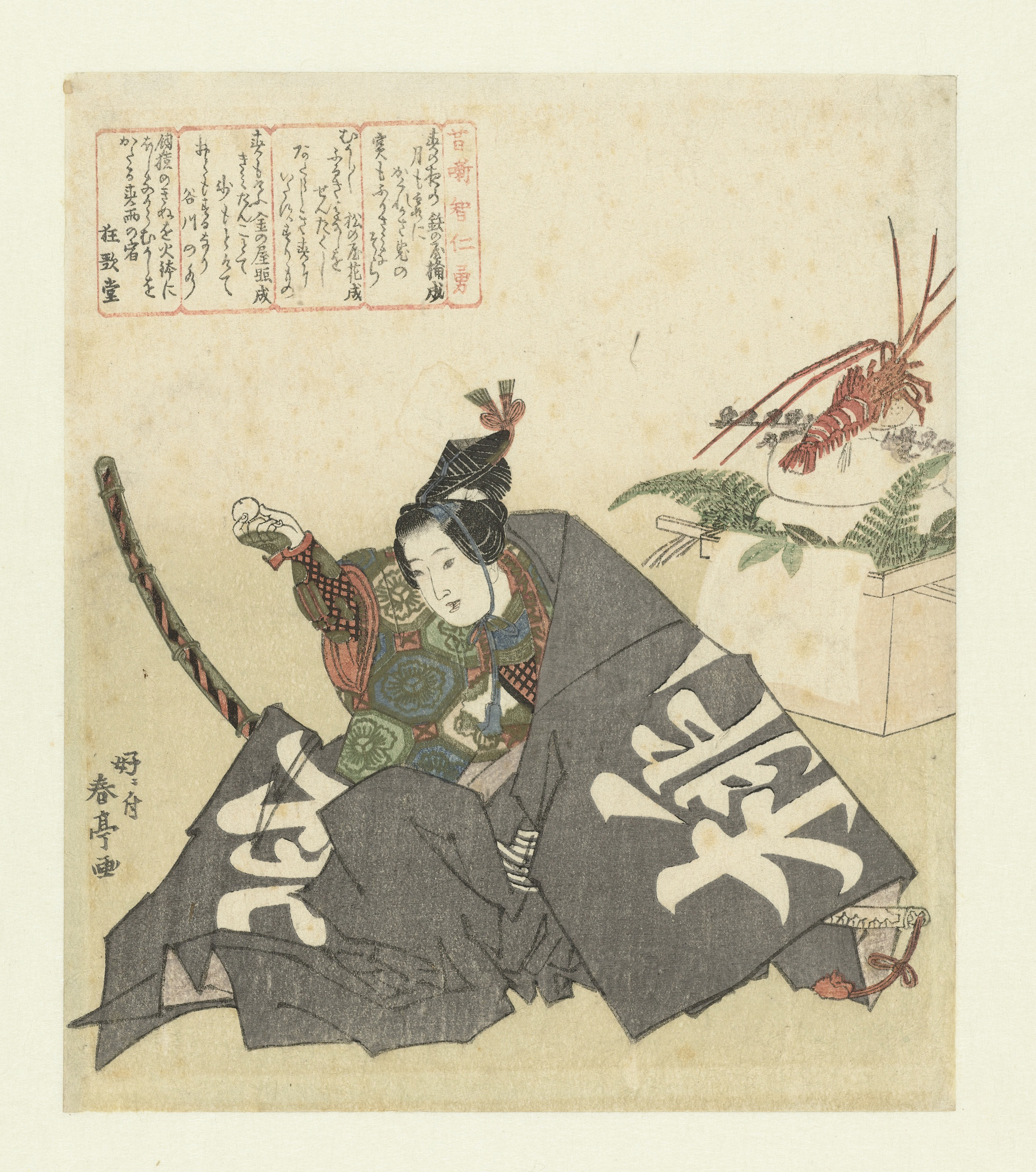
Shuntei Katsukawa (1770-1820), Momotarō w stroju dworskim obok noworocznych dekoracji

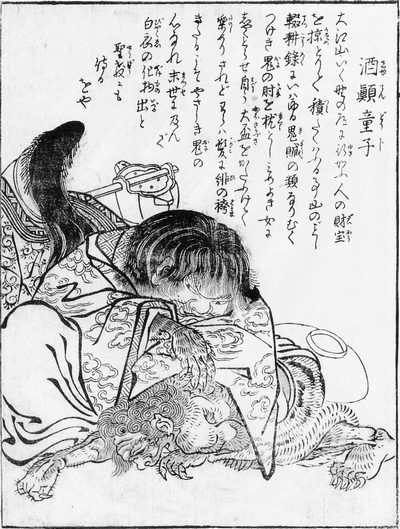
Sekien Toriyama (1712-1788), Walka z Shuten-dōji

Otogizōshi (jap. 御伽草子, お伽草子, おとぎ草子 otogi-zōshi) – bajki, opowiadania dla kobiet i dzieci, często barwnie ilustrowane, tworzące łącznie japoński gatunek literacki należący do popularnej literatury rozrywkowej, wydawanej od okresu Muromachi do początków okresu Edo.

## Historia i charakterystyka
Nazwa otogizōshi wywodzi się od zbioru pt. „Otogi bunko” („Biblioteka podręczna”), wydanego z początkiem XVIII w. (ok. 1716 r.) przez księgarza-wydawcę z Osaki nazwiskiem Seiemon Shibukawa. Jego zbiór obejmował 23 popularne opowieści z okresu Muromachi, ilustrowane prostymi drzeworytami. Różnorodny zestaw opowiadań ze zbioru Shibukawy dał nazwę wszystkim zbliżonym opowiadaniom z tego okresu. W wersji wąskiej, ścisłej otogizōshi (zapisywane 御伽草子) odnosi się tylko do tekstów zamieszczonych w zbiorze. W wersji szerszej, ogólnej otogizōshi (お伽草子 lub również 御伽草子) stało się terminem obejmującym zbiorczo wiele rodzajów opowieści, które nazywa się też Muromachi-jidai monogatari (opowieści z ery Muromachi) lub chūsei shōsetsu (opowiadania średniowieczne). Ich twórcy są niemal zawsze anonimowi, ale byli wśród nich prawdopodobnie dworzanie, mnisi i świeccy kaznodzieje, zawodowi opowiadacze i mistrzowie poetyckich dialogów renga (’pieśni łączone’ lub ’wiązane’). Były one niezmiernie popularne wśród ludzi w każdym wieku i każdej klasy społecznej.
Otogizōshi obejmowały m.in. opowieści o bohaterach, bajki, przypowieści, uproszczone wersje dawnych dzieł, niesamowite opowiadania, czasem o treści umoralniającej. Wydawane zazwyczaj w postaci broszur, często ilustrowanych. Ten bardzo popularny gatunek przyczynił się do rozpowszechnienia wielu baśni i podań, wcześniej mających charakter lokalny. Wśród nich były np. opowiadanie o Momotarō, czy opowieść o pokonaniu demona (oni) Shuten-dōji, który mieszkał na górze Ōe, przez Raikō Minamoto (Yorimitsu Minamoto). Niektóre opowiadania mogły być zapisem występów opowiadaczy, inne pochodzić z wcześniejszych opowieści setsuwa lub sztuk nō.
Zachowało się ok. 400 takich opowieści, przy czym dokładna liczba jest trudna do określenia ze względu na istnienie licznych wariantów tekstowych. Często używany podział na sześć kategorii: opowiadania o dworakach, wojownikach, zwierzętach, obcych krajach, plebejuszach i o treści religijnej jest dość sztuczny, albowiem wątki te przeplatają się w wielu opowieściach. Opowieści o zwykłych ludziach są najpowszechniejsze. Z kolei opowieści o duchach i stworzeniach nadnaturalnych należą do najbardziej interesujących i stały się w późniejszych czasach inspiracją dla ilustrowanych zwojów emaki-mono. Humor tych opowieści bywa często rubaszny, a bohaterowie nierzadko występują przeciwko przyjętym normom społecznym, angażując się w związki pozamałżeńskie, a nawet kazirodcze, mordując dzieci czy swoich małżonków; zdolni są też jednak do nadzwyczajnych poświęceń, wykazania się wielką pobożnością czy nabożnością synowską. Czasami na skutek swego postępowania przemieniają się w potwory, co w zewnętrznie obserwowalny sposób ukazuje ich wady charakteru i cechy psychiczne.
Otogizōshi były w literaturze japońskiej wstępnym etapem umasowienia powieści. Jest wśród nich niewiele utworów wybitnych, ale przyczyniły się one do rozwoju czytelnictwa, pełniąc jednocześnie funkcje rozrywkowe i dydaktyczne. Stały się pomostem ku prozie popularnej następnej epoki prymatu kultury mieszczańskiej, zamykając jednocześnie ponad pięć wieków rozwoju epiki dworskiej i samurajskiej. 
W 1945 roku wydano Otogizōshi (Bajki, 1945), przetworzone przez pisarza Osamu Dazaia (1909–1948). 